# 自慰馬拉松

自慰馬拉松的標志

自慰馬拉松（英語：Masturbate-a-thon）是一項參與者以自慰去籌集善款，提高公眾意识，以及消除大眾對自慰的恥感和禁忌的活動。在1997年至2003年這6年期間，自慰馬拉松共為婦女健康計畫和艾滋病防治，教育及治療基金會籌得超過25000美元，並為安全性行為及性表達的各種另類安全方法的爭論作出贡献。此活動會分別為籌集得最多捐款的、多重性高潮的和高耐力的参与者授予獎項。

## 歷史
在1995年5月，成人用品店震得好宣布每年5月為「自慰月」。自此以後，它會鼓勵人們去贊助一些慈善機構，如募捐對性慾持肯定態度的慈善機構。
在1999年，自慰馬拉松由经营震得好的集體開放企業（collective Open Enterprises）舉辦。其口號「為了一個原因而來」（Come for a Cause）由成人用品店Babeland的創始人雷切爾·維寧（Rachel Venning）杜撰，其在西雅圖和紐約的布鲁克林区與曼哈頓都有分公司。自慰馬拉松由震得好所創，其鼓勵其他現代性玩具企業每逢「自慰月」時（美國的5月）去舉行活動。在那一年，首次現場活動由性別與文化研究中心（Center for Sex and Culture）的卡羅爾·奎恩（Carol Queen）及她的伙伴羅伯特·勞倫斯（Robert Lawrence）在舊金山的校園劇院舉行。性別與文化研究中心是專業非盈利的性教育機構。一年一度的自慰馬拉松被用以作公眾健康教育的平台，增加對自体性行为的了解，並是推廣更安全更健康的性活動及自愛的去污名化策略。
在2006年8月5日，倫敦舉辦歐洲首場自慰馬拉松。數以百計的人為泰伦斯•席金斯基金会和性與生殖健康機構玛丽斯特普国际组织籌集善款，自慰馬拉松在英國也被稱為「Wank-a-Thon」，活動過程由当地的一間影視製作公司ZigZagProductions錄製，打算用作國際紀錄片的一部分。但是，原定在第四台的節目Wank Week播出一部分的計劃後來連同歐洲戀物癖和皮革週的方案一起被取消。
2009年，佐籐政信在舊金山性與文化中心（Center of Sex and Culture）所舉辦的自慰馬拉松中，以連續自慰9小時33分鐘的成績贏得冠軍。
中國大陸於2012年為了響應世界艾滋病日，而在深圳舉行当地首場自慰比賽。該活動的組織者指出，比賽的目的是向大眾推廣自慰是最安全的性行為，並是避免感染艾滋病的一種有效手段 。
蒙特利尔於2013年5月4日舉行了当地首次的自慰馬拉松，並於活動中為青年性教育組織「Head and Hands」以及致力於鼓勵成人视性为樂的教育組織「Sexploreum」籌款。由於没有向官方註冊，2014年蒙特利尔的自慰馬拉松被迫取消。